# 속 이별
속 이별은 1974년 공개된 대한민국의 영화이다.

## 배역
- 패티 김
- 정아
- 신성일
- 김옥진
- 김경수
- 방수일
- 신찬일
- 이예성
- 이승일
- 서종훈
- 성시호
- 김기연
- 조학자
- 송길성
- 후라이보이
- 박춘석